# Tata Marcopolo
 (mars 2019).
Si vous disposez d'ouvrages ou d'articles de référence ou si vous connaissez des sites web de qualité traitant du thème abordé ici, merci de compléter l'article en donnant les références utiles à sa vérifiabilité et en les liant à la section « Notes et références ».
Tata Marcopolo (officiellement Tata Marcopolo Motors Ltd. ) est une entreprise de fabrication d'autobus et d'autocars basée à Dharwad, en Inde, et une coentreprise entre Tata Motors et Marcopolo SA.

## Opérations
La première unité de fabrication et de construction d’autobus a commencé à Lucknow, avec une production de 25 autobus par jour. Une deuxième installation de production est à Dharwad, Karnataka, dont la production est de 70 autobus par jour. Actuellement, il a doublé sa production et devenir la plus grande unité au monde[réf. nécessaire]. bus de Tata Marcopolo ont été vus sur l'exposition de BUS WORLD aussi. Et cela a réussi à attirer l'attention des clients et des téléspectateurs. Tata Marcopolo est récemment arrivé avec les bus électriques Y1. ce qui est un succès commercial. et a reçu environ 300 commandes de bus de la part de certains gouvernements des États indiens. chaque bus coûtant environ 1 crore.

## Ventes
Les produits Tata Marcopolo sont utilisés ou introduits dans plusieurs villes indiennes au sein de la flotte de transports locaux, tels que Navi Mumbai, Ahmedabad, Delhi , Bangalore, Coimbatore, Mysore , Calcutta, Chennai, Lucknow, Kanpur, Chandigarh, Pune , South Kanpur, Kochi , Madurai, Naya Raipur, Hyderabad, Thane, Trivandrum, Visakhapatnam , Vijayawadaet Amritsar Amravati, etc. Il s’agit d’un bus à plancher bas proposant des variantes avec ou sans climatisation

## Incendies
Il y a eu des problèmes de fiabilité et un certain nombre d'autobus ont pris feu avec des reportages suivants[incompréhensible] et des raisons telles que le manque d'entretien et la mauvaise qualité des routes, ainsi que de possibles courts-circuits électriques. La plupart des rapports ne sont pas concluants, mais il semble que, après une vérification plus poussée, le problème soit maintenant sous contrôle.